# Jim McLaughlin
James Christopher McLaughlin, detto Jim (Derry, 22 dicembre 1940 – Derry, 15 agosto 2024), è stato un calciatore e allenatore di calcio nordirlandese, di ruolo attaccante.
Già attaccante di alcuni club delle serie inferiori britanniche (tra cui Swansea City, con cui ottenne i migliori risultati come calciatore) e della nazionale nordirlandese, si affermò in seguito come l'allenatore più vincente della storia della League of Ireland ottenendo un totale di otto titoli vinti con quattro squadre differenti (in ordine cronologico Dundalk, Shamrock Rovers, Derry City e Shelbourne).
Grazie al suo contributo al calcio irlandese ottenne diversi riconoscimenti, tra cui tre nomine (1979, 1984 e 1989) di personaggio dell'anno da parte dell'ente giornalistico calcistico irlandese, un titolo speciale da parte della FAI nel 2002 e l'inclusione nella Hall of Fame dello Shamrock Rovers.

## Caratteristiche tecniche
Pur giocando abitualmente come ala sinistra, McLaughlin dimostrò in realtà di essere un giocatore capace di ricoprire tutti i ruoli d'attacco, essendo in grado di giocare sia come centravanti, sia come ala.

## Carriera

### Calciatore

#### Club
Esordì nel massimo campionato di calcio nordirlandese all'età di sedici anni, con la maglia del Derry City. L'ottima stagione di debutto (durante la quale segnò sedici reti, risultando il miglior marcatore della squadra), attirò l'interesse del Birmingham City, club allora militante nella First Division inglese, che lo acquistò per 4000 sterline senza però mai impiegarlo nel corso delle partite.
Fu quindi ceduto, nel 1960, allo Shrewsbury Town, squadra di quarta divisione: dopo aver segnato 56 gol in tre stagioni, McLaughlin fu acquistato dallo Swansea City per sedicimila sterline. Con la squadra gallese McLaughlin ebbe modo di esordire in Second Division e di affermarsi nel corso della stagione 1963-64 della FA Cup, in cui segnò un gol che portò la squadra momentaneamente in vantaggio nel corso della semifinale con il Preston North End.
Nella stagione 1966-67, dopo aver vinto la Coppa del Galles, McLaughlin giocò per un breve periodo di tempo con il Peterborough United per poi passare allo Shrewsbury Town, nel frattempo promosso in Third Division. Dopo aver disputato con la squadra alcuni campionati di media classifica segnando 21 reti, McLaughlin fu ceduto nel 1972 ad uno Swansea City in crisi tecnica e societaria: in questo contesto assunse il duplice ruolo di assistente dell'allenatore e giocatore per poi divenire, nel 1973, dirigente della squadra ritirandosi dal calcio giocato.
Il 20 novembre 1974, McLaughlin riprese tuttavia la carriera di calciatore venendo ingaggiato dal Dundalk: ricoprendo anche il ruolo di allenatore, McLaughlin guidò la squadra verso una striscia di successi che iniziò nel 1976, con la vittoria del campionato dopo nove anni di astinenza.

#### Nazionale
Collezionò 12 presenze e sei reti nella nazionale nordirlandese, esordendo in occasione di un match contro la Scozia il 7 ottobre 1961: entrò nella memoria collettiva per una doppietta realizzata nel corso di una partita contro l'Inghilterra il 3 ottobre 1964, nonostante un infortunio alla spalla.

### Allenatore
Conclusa definitivamente la carriera di calciatore nel 1979, McLaughlin fu confermato alla guida del Dundalk fino al 1983, continuando la striscia positiva di successi in campo nazionale (tra cui un campionato nella stagione 1981-82) e ottenendo buone prestazioni anche nell'ambito internazionale con il raggiungimento degli ottavi di finale nella Coppa dei Campioni 1979-1980 e nella Coppa delle Coppe 1981-1982.
Nel 1983 McLaughlin assunse la guida tecnica dello Shamrock Rovers: dopo aver vinto, alla prima stagione (1983-84), il primo titolo degli Hoops dopo venti anni, McLaughlin guidò la squadra verso due double consecutivi nelle stagioni 1984-85 e 1985-86. Al termine di quest'ultima stagione McLaughlin decise di abbandonare Dublino per assumere la guida tecnica del Derry City, allora appena iscrittosi alla League of Ireland: in due anni guidò l'ascesa della squadra sul sistema calcistico irlandese vincendo la First Division nel 1987 e centrando, nella stagione 1988-89, l'unico treble della storia del calcio irlandese grazie alla vittoria in campionato, coppa nazionale e coppa di Lega.
Rimasto alla guida del Derry City fino al 1991, McLaughlin allenò successivamente lo Shelbourne in coppia con Pat Byrne, vincendo il campionato nella sua prima stagione. Dopo aver allenato per tre stagioni il Drogheda Utd con risultati altalenanti, McLaughlin fece ritorno al Dundalk come dirigente, ritornando successivamente in panchina e rimanendovi fino al 1999, al termine di una stagione caratterizzata da una crisi tecnica e societaria culminata con la prima retrocessione nella storia dei Lilywhites.

## Statistiche

### Presenze e reti in nazionale
| Cronologia completa delle presenze e delle reti in nazionale ― Irlanda del Nord | Cronologia completa delle presenze e delle reti in nazionale ― Irlanda del Nord | Cronologia completa delle presenze e delle reti in nazionale ― Irlanda del Nord | Cronologia completa delle presenze e delle reti in nazionale ― Irlanda del Nord | Cronologia completa delle presenze e delle reti in nazionale ― Irlanda del Nord | Cronologia completa delle presenze e delle reti in nazionale ― Irlanda del Nord | Cronologia completa delle presenze e delle reti in nazionale ― Irlanda del Nord | Cronologia completa delle presenze e delle reti in nazionale ― Irlanda del Nord |
| Data                                                                            | Città                                                                           | In casa                                                                         | Risultato                                                                       | Ospiti                                                                          | Competizione                                                                    | Reti                                                                            | Note                                                                            |
| ------------------------------------------------------------------------------- | ------------------------------------------------------------------------------- | ------------------------------------------------------------------------------- | ------------------------------------------------------------------------------- | ------------------------------------------------------------------------------- | ------------------------------------------------------------------------------- | ------------------------------------------------------------------------------- | ------------------------------------------------------------------------------- |
| 7 ottobre 1961                                                                  | Belfast                                                                         | Irlanda del Nord                                                                | 1 – 6                                                                           | Scozia                                                                          |                                                                                 | 1                                                                               |                                                                                 |
| 17 ottobre 1961                                                                 | Belfast                                                                         | Irlanda del Nord                                                                | 2 – 0                                                                           | Grecia                                                                          |                                                                                 | 2                                                                               |                                                                                 |
| 22 novembre 1961                                                                | Londra                                                                          | Inghilterra                                                                     | 1 – 1                                                                           | Irlanda del Nord                                                                |                                                                                 | -                                                                               |                                                                                 |
| 11 aprile 1961                                                                  | Swansea                                                                         | Galles                                                                          | 4 – 0                                                                           | Irlanda del Nord                                                                |                                                                                 | -                                                                               |                                                                                 |
| 3 aprile 1963                                                                   | Belfast                                                                         | Irlanda del Nord                                                                | 1 – 4                                                                           | Galles                                                                          |                                                                                 | -                                                                               |                                                                                 |
| 14 aprile 1964                                                                  | Swansea                                                                         | Galles                                                                          | 2 – 3                                                                           | Irlanda del Nord                                                                |                                                                                 | 1                                                                               |                                                                                 |
| 29 aprile 1964                                                                  | Belfast                                                                         | Irlanda del Nord                                                                | 3 – 0                                                                           | Uruguay                                                                         |                                                                                 | -                                                                               |                                                                                 |
| 3 ottobre 1964                                                                  | Belfast                                                                         | Irlanda del Nord                                                                | 3 – 4                                                                           | Inghilterra                                                                     |                                                                                 | 2                                                                               |                                                                                 |
| 14 ottobre 1964                                                                 | Belfast                                                                         | Irlanda del Nord                                                                | 1 – 0                                                                           | Svizzera                                                                        |                                                                                 | -                                                                               |                                                                                 |
| 14 novembre 1964                                                                | Berna                                                                           | Svizzera                                                                        | 2 – 1                                                                           | Irlanda del Nord                                                                |                                                                                 | -                                                                               |                                                                                 |
| 31 marzo 1965                                                                   | Swansea                                                                         | Irlanda del Nord                                                                | 0 – 5                                                                           | Galles                                                                          |                                                                                 | -                                                                               |                                                                                 |
| 30 marzo 1965                                                                   | Swansea                                                                         | Galles                                                                          | 1 – 4                                                                           | Irlanda del Nord                                                                |                                                                                 | -                                                                               |                                                                                 |
| Totale                                                                          |                                                                                 | Presenze                                                                        | 12                                                                              |                                                                                 | Reti                                                                            | 6                                                                               |                                                                                 |

## Palmarès

### Calciatore
- Coppa del Galles: 1

Swansea City: 1965-66
- Campionato irlandese: 2

Dundalk: 1975-76, 1978-79
- Coppa d'Irlanda: 2

Dundalk: 1976-77, 1978-79
- League of Ireland Cup: 1

Dundalk: 1977-78

### Allenatore
- Campionato irlandese: 8

Dundalk: 1975-76, 1978-79, 1981-82
Shamrock Rovers: 1983-84, 1984-85, 1985-86
Derry City: 1988-89
Shelbourne: 1991-92
- Coppa d'Irlanda: 8

Dundalk: 1976-77, 1978-79, 1980-81
Shamrock Rovers: 1984-85, 1985-86
Derry City: 1988-89
- League of Ireland Cup: 3

Dundalk: 1977-78, 1980-81
Derry City: 1988-89